# Anomala diglossa
Anomala diglossa är en skalbaggsart som beskrevs av Ohaus 1916. Anomala diglossa ingår i släktet Anomala och familjen Rutelidae. Inga underarter finns listade i Catalogue of Life.